# Сімферопольська районна рада
Сімферо́польська райо́нна ра́да Автоно́мної Респу́бліки Кри́м — орган місцевого самоврядування Сімферопольського району Автономної Республіки Крим. Розміщується в селі Мирне.
З 15 квітня 2014 року районна рада тимчасово не виконує обов'язки через окупацію Автономної Республіки Крим Російською Федерацією.

## Склад ради

### VI скликання
Рада складається з 44 депутатів, з них половина — обрані в одномандатних мажоритарних виборчих округах та половина — в багатомандатному виборчому окрузі.
Останні вибори до районної ради відбулись 31 жовтня 2010 року. Найбільше депутатських мандатів отримала Партія регіонів — 33 (19 — в одномандатних округах та 14 — в багатомандатному окрузі), далі розташувались (за кількістю мандатів): Народний рух України — 4 (в багатомандатному окрузі), Комуністична партія України — 2 (багатомандатний округ), партія «Союз» та «Руська єдність» — по 2 (по 1-му депутату в кожному з видів округів) та «Сильна Україна» — 1 (одномандатний виборчий округ).

#### Голова
Головою ради було обрано депутата від Партії регіонів Сергія Круцюка.
Після окупації Автономної Республіки Крим Сергій Круцюк призначений на посаду заступника голови окупаційної адміністрації району — Сімферопольської районної державної адміністрації.